# Симфония № 26 (Мясковский)
Симфония № 26 C-dur, op. 79 — сочинение в 3-х частях на древнерусские темы Н. Я. Мясковского для оркестра тройного состава (три трубы, контрафагот, арфа), созданное в 1948 году. Премьера состоялась в Москве 28 декабря 1948 года под управлением А. В. Гаука. Партитура впервые напечатана в 1954 году издательством «Музгиз». Сочинение исполняется редко и не пользуется большой популярностью.

## История создания
После Великой Отечественной войны Н. Я. Мясковский заинтересовался работой В. М. Беляева по расшифровке древнейших русских напевов XI—XII веков или так называемых демественных распевов. В то время композитор участвовал в конкурсе по написанию гимна РСФСР и написал несколько его вариантов. Один из них, который не был представлен на конкурсе, послужил материалом для задуманной симфонии на древнерусские темы.
Двадцать шестая симфония Мясковского сочинялась с мая по 16 июля 1948 года и оркестровалась с 13 сентября по 2 октября того же года. После премьеры произведения автор внёс в партитуру, в частности, в финал, некоторые коррективы. Михаил Сегельман приводит цитату из «Выписок Н. Я. Мясковского из своих дневников за 1906—1950-е годы»: «Парочку дней потратил на усовершенствование оригинала 26-й симфонии. Расширил переходные партии и сделал другой, более органичный конец».
Композитор сделал переложение для фортепиано в 4 руки, которое было издано «Музгизом» в 1955 году; кроме этого П. А. Ламм сделал переложение симфонии для 2-х фортепиано в 8 рук.

## Части
- I. Andante sostenuto. Allegro
- II. Andante quasi lento
- III. Adagio maestoso

## Оценки
А. А. Иконников писал о единственном, по сути дела черновом исполнении 26-й симфонии, состоявшемся в январе 1949 года (хотя до этого сочинение было исполнено по меньшей мере дважды), и отметил, что оно «не смогло быть исчерпывающей проверкой ее художественных достоинств». По словам Е. Б. Долинской, современники «не услышали» и не поняли это сочинение. Михаил Сегельман отнёс опус 79 Николая Мясковского к «белым пятнам» его творчества. По мнению музыковеда, Двадцать шестая симфония, вокруг которой существовал некий заговор молчания, «в гораздо большей степени, чем Двадцать седьмая, должна рассматриваться как духовное завещание композитора».

## Исполнения
- 1948 — 28 декабря официальная премьера в Москве в БЗК под управлением Александра Гаука[2]. М. А. Прокофьева писала в своих «Воспоминаниях», что днём ранее, 27 декабря 1948 года, состоялось первое закрытое исполнение на заключительном концерте пленума Союза советских композиторов, на котором присутствовал С. С. Прокофьев[7]. После этого исполнения Мясковский записал в дневнике: «Симфония сыграна для пленума довольно посредственно, кроме II части… Моя симфония признана сумрачной»[4].

## Записи
- 1993 — Государственный академический симфонический оркестр России под управлением Е. Ф. Светланова, запись из Большого зала Московской консерватории; выпуски: «Русский диск» RDCD 00659 (2001)[8], Olympia Vol. 7 OCD 737 (2002)[9], в комплекте всех симфоний Мясковского из 16 компакт-дисков фирмой Warner Music на лэйбле Warner Classic 2564 69689-8 (2007)[10]